# Henry Wilcoxon

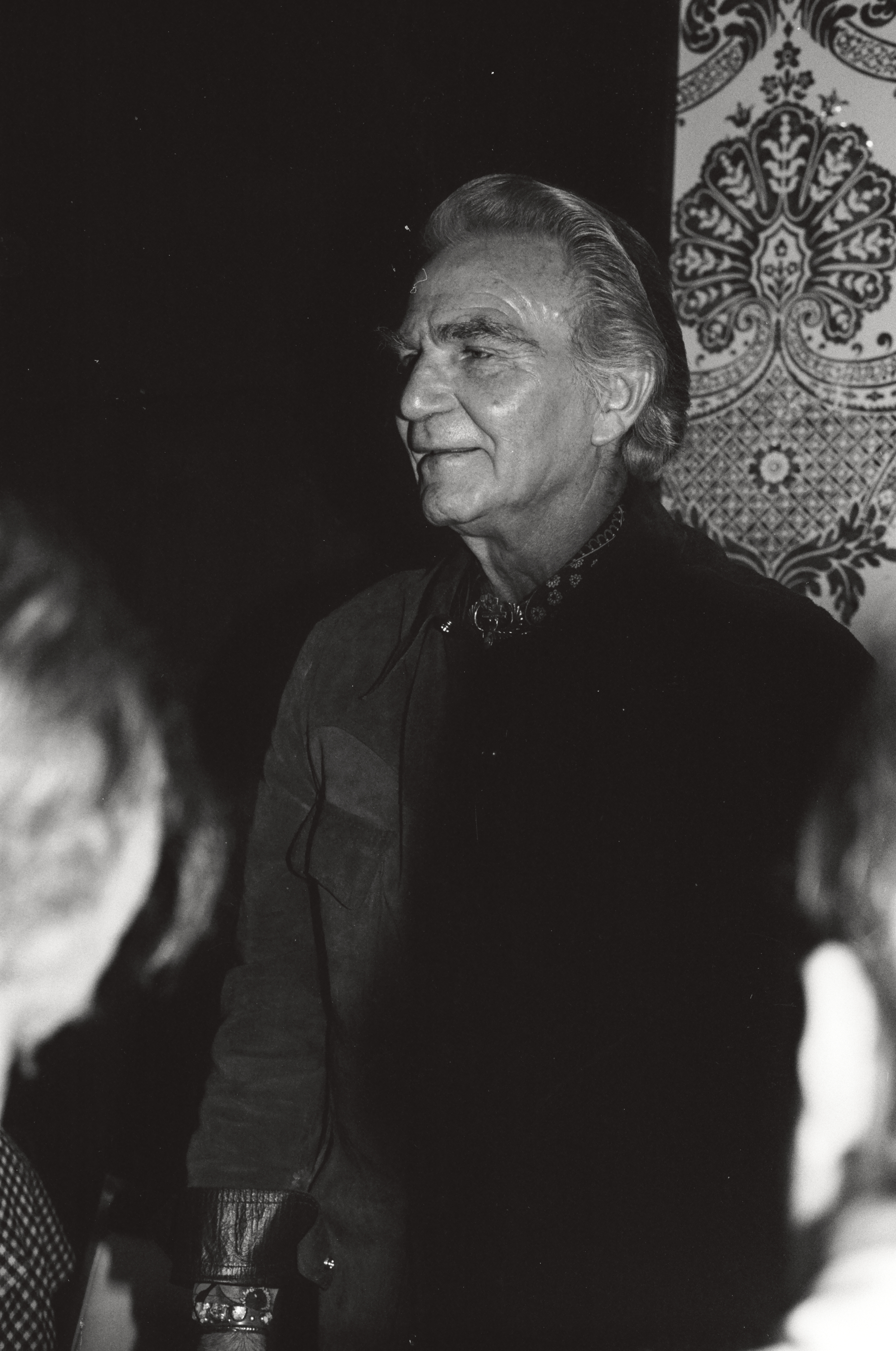
Henry Wilcoxon (1979)

Henry Wilcoxon (* 8. September 1905 auf Dominica als Harry Frederick Wilcoxon; † 6. März 1984 in Los Angeles, Kalifornien) war ein britischer Schauspieler und Filmproduzent. Internationale Bekanntheit erlangte er vor allem durch seine Zusammenarbeit mit Cecil B. DeMille, der ihn sehr häufig als Schauspieler besetzte und als dessen Co-Produzent er ebenfalls bei einigen Filmen fungierte.

## Leben
Henry Wilcoxon wurde als Sohn eines britischen Bankpräsidenten auf Dominica geboren. Als seine Mutter kurz nach seiner Geburt verstarb, schickte der Vater seine Kinder nach England zu Pflegeeltern, die Verwandten wollten sie nicht aufnehmen. In seiner Autobiografie Lionheart in Hollywood beschreibt Wilcoxon, wie er und sein älterer Bruder Owen von den Pflegeeltern über lange Zeit misshandelt, benachteiligt und auf dem Dachboden eingeschlossen wurden. Als die Misshandlungen aufgedeckt wurden, kamen die Brüder in ein Waisenhaus und später in eine andere Pflegefamilie, ehe der Vater mit seiner zweiten Frau aus Indien nach England zurückkehrte und die Kinder wieder zu sich nahm. Danach lebten sie auf Barbados. Für die Brüder war die Beziehung zu ihrem Vater und der zweiten Frau jedoch schwierig. Der Vater schickte den 13-jährigen Henry auf eine Schule ins englische Kent, wo er den Rest seiner Schulbildung absolvierte.
Nachdem Wilcoxon für kurze Zeit in einem Schneiderladen gearbeitet hatte, wandte er sich der Schauspielerei zu. In den 1920er-Jahren wurde er durch eine Reihe von erfolgreichen Stücken an englischen Theatern bekannt. Sein Filmdebüt machte Wilcoxon 1931 mit der männlichen Hauptrolle in der britischen Filmkomödie The Perfect Lady. Durch seine Auftritte im britischen Theater und Film erlangte er auch die Aufmerksamkeit von Filmagenten von Paramount Pictures, die ihn nach Hollywood holten. Seine erste Rolle in Hollywood war die des Marc Anton in Cecil B. DeMilles Film Cleopatra an der Seite von Claudette Colbert. Ein Jahr später übernahm er die Titelrolle in Kreuzritter – Richard Löwenherz mit Loretta Young als Berengaria von Navarra. Trotz eines für damalige Verhältnisse großen Budgets war der Film ein finanzieller Flop.
Bei einem Erfolg wäre Wilcoxon möglicherweise in die erste Riege der Hollywood-Stars aufgestiegen, so aber blieben ihm nur Hauptrollen in kleineren Filmen und lediglich Nebenrollen in Großproduktionen wie Lord Nelsons letzte Liebe (1941) oder Mrs. Miniver (1942). Wilcoxon war vor allem auf noble und ehrwürdige Figuren festgelegt, etwa als Vikar in Mrs. Miniver und der Fortsetzung Ihr Geheimnis. Die von Wilcoxon am Filmende von Mrs. Miniver mit donnender Stimme gehaltene Rede, in der er als Vikar seine Gemeinde nach einem Bombenangriff auf einen „Krieg des Volkes“ gegen die Deutschen einschwört, wurde als  „Wilcoxon Speech“ berühmt. Franklin D. Roosevelt war so beeindruckt, dass er sie über Voice of America senden und auf Millionen über Europa abgeworfene Flugblätter drucken ließ. Wilcoxon, dessen Bruder bei der Schlacht um Dünkirchen gefallen war, verpflichtete sich direkt nach Kriegseintritt der USA bei der United States Coast Guard. Er diente dort bis 1946 und erreichte den Rang eines Lieutenant.
Auch nach dem Misserfolg von Kreuzritter – Richard Löwenherz setzten Henry Wilcoxon und Cecil B. DeMille ihre Zusammenarbeit fort. Ab den 1940er-Jahren spielte Wilcoxon in allen Filmen von DeMille bis zu dessen Tod im Jahr 1959, darunter Samson und Delilah, Die größte Schau der Welt und Die zehn Gebote (in letzterem Film als Hauptmann Pentaur). In den 1950er-Jahren fungierte Wilcoxon bei den letzten Filmen von DeMille auch als Co-Produzent. Er war nun des Öfteren als Filmproduzent tätig, als Schauspieler arbeitete er hingegen nur noch sporadisch. Ab Mitte der 1960er-Jahre stand der inzwischen ergraute Wilcoxon wieder vermehrt vor der Kamera, nun häufig als Gastdarsteller für Fernsehserien. Eine seiner letzten Rollen war die des golfspielenden Bischofs in der Komödie Wahnsinn ohne Handicap aus dem Jahr 1980.
Henry Wilcoxon war zweimal verheiratet; und zwar mit den britischen Schauspielerinnen Heather Angel (1909–1986) und Joan Woodbury (1915–1989). Aus der zweiten Ehe gingen drei Kinder hervor. Wilcoxon starb 1984 im Alter von 78 Jahren an einem Krebsleiden.
Henry Wilcoxon hat einen Stern auf dem Hollywood Walk of Fame.

## Filmografie (Auswahl)
- 1931: The Perfect Lady
- 1933: Lord of the Manor
- 1934: Cleopatra
- 1935: Kreuzritter – Richard Löwenherz (The Crusades)
- 1936: A Woman Alone
- 1936: Der Letzte der Mohikaner (The Last of the Mohicans)
- 1936: The President’s Mystery
- 1937: Schiffbruch der Seelen (Souls at Sea)
- 1937: Jericho
- 1938: Mr. Moto und der Kronleuchter (Mysterious Mr. Moto)
- 1938: Wenn ich König wär (If I Were King)
- 1939: Der Frechdachs von Arizona (The Arizona Wildcat)
- 1939: Tarzan und sein Sohn (Tarzan Finds a Son!)
- 1940: Free, Blonde and 21
- 1940: Mystery Sea Raider
- 1941: The Lone Wolf Takes a Chance
- 1941: Lord Nelsons letzte Liebe (That Hamilton Woman)
- 1941: Scotland Yard
- 1941: Blutrache (The Corsican Brothers)
- 1942: Mrs. Miniver
- 1942: Johnny Doughboy
- 1947: Achtung, Küstenpolizei (Dragnet)
- 1947: Die Unbesiegten (Unconquered)
- 1949: Ritter Hank, der Schrecken der Tafelrunde (A Connecticut Yankee in King Arthur’s Court)
- 1949: Samson und Delilah (Samson and Delilah)
- 1950: Boulevard der Dämmerung (Sunset Boulevard) (Cameo-Auftritt)
- 1950: Ihr Geheimnis (The Miniver Story)
- 1952: Die größte Schau der Welt (The Greatest Show on Earth)
- 1952: Scaramouche, der galante Marquis (Scaramouche)
- 1956: Die zehn Gebote (The Ten Commandments)
- 1965: Big Valley (Fernsehserie, Folge 1x07)
- 1965: Die Normannen kommen (The War Lord)
- 1966: Daniel Boone (Fernsehserie, Folge 2x25)
- 1966: Tennisschläger und Kanonen (I Spy, Fernsehserie, Folge 2x08)
- 1967: FBI (The F.B.I., Fernsehserie, Folge 2x19)
- 1968: Ihr Auftritt, Al Mundy (It Takes a Thief, Fernsehserie, Folge 1x15)
- 1968: Wo bitte gibt’s Bier an der Front? (The Private Navy of Sgt. O’Farrell)
- 1969: Dr. med. Marcus Welby (Marcus Welby, Fernsehserie, Folge 1x05)
- 1970: Rauchende Colts (Gunsmoke, Fernsehserie, Folge 16x03)
- 1971: Ein Mann in der Wildnis (Man in the Wilderness)
- 1972: Hydra verschollen in Galaxis 4 (Doomsday Machine)
- 1973: Lassie (Fernsehserie, Folge 19x14)
- 1975: Die Fahrt der Black Pearl (The Log of the Black Pearl, Fernsehfilm)
- 1975: Das Rennen gegen die Sonne (Against a Crooked Sky)
- 1976: Won Ton Ton – der Hund, der Hollywood rettete (Won Ton Ton, the Dog Who Saved Hollywood)
- 1978: F.I.S.T. – Ein Mann geht seinen Weg (F.I.S.T.)
- 1979: Die zwei Welten der Jenny Logan (The Two Worlds of Jennie Logan, Fernsehfilm)
- 1980: Sam Marlow, Privatdetektiv (The Man with Bogart’s Face)
- 1980: Wahnsinn ohne Handicap (Caddyshack)
- 1980: Enola Gay – Bomber des Todes (Enola Gay, Fernsehfilm)
- 1982: Cagney & Lacey (Fernsehserie, Folge 2x07)
- 1983: Sweet Sixteen – Blutiges Inferno (Sweet Sixteen)